# Mazun al-Maschani
Prinzessin Mazun bint Ahmed Ali al-Maschani (arabisch ميزون بنت أحمد بن علي المعشني, DMG Mayzūn bt. Aḥmad b. ʿAlī al-Maʿšaniyy; * 1925 im Sultanat Oman; † 12. August 1992) war die zweite Frau des omanischen Sultans Said ibn Taimur und die Mutter des späteren Sultans Qabus.

## Leben und Bedeutung
Mazun wurde 1925 im östlichen Dhofar, der Südprovinz Omans, geboren. Sie war Tochter von Scheich Ahmed Ali, dem Stammesführer des mächtigen Bait Maschani-Stammes. Sie war eine „Jebbali“, also Angehörige eines Bergstammes. Sie wurde 1936 die zweite Frau von Sultan Said und war eine Cousine seiner ersten Frau, Fatima. Die Hochzeit verlief nicht ganz ohne Komplikationen. Der Maschani-Stamm war der Ansicht, dass das Brautgeld nicht hoch genug war. Daher entführten sie die Verlobte des Sultans und nahmen sie mit zurück in die Berge. Daraufhin stellte der Bait Tabook-Stamm, ein Stamm der Küstenebene rund um die Provinzhauptstadt Salala, der dem Maschini-Stamm nicht wohlgesonnen war, einen Verfolgungstrupp zusammen. Es gelang ihnen das Maschani-Kommando zu stellen und zur Umkehr nach Salala zu zwingen. Die Hochzeit wurde mit dem üblichen Jubel gefeiert und am 18. November 1940 gebar sie dem Sultan einen Sohn, Qabus, den späteren Sultan und Nachfolger ihres Mannes. Über ihr Leben ist ansonsten wenig bekannt, außer dass Sultan Qabus seiner Mutter lebenslang herzlich verbunden war. Sie starb 1992 an ihrem langjährigen Diabetes. Qabus ließ sie in ihrer Heimatregion in Taqa auf dem Friedhof bei der Moschee begraben. Anlässlich ihres Todes wurde eine dreitägige Staatstrauer erklärt.